# Long Live
Long Live es el cuarto álbum de estudio de la banda de mathcore The Chariot. El álbum fue lanzado el 23 de noviembre de 2010.

## Escritura y grabación
Antes de grabar Long Live, Matt Goldman, el productor de todos los álbumes de The Chariot hasta la fecha, contactó al grupo a principios de 2010 y mostró su interés en grabar su próximo álbum en vivo y a través de una cinta magnética analógica. The Chariot decidió grabar el álbum en vivo, en lugar de grabar cada instrumento individualmente y mezclarlo digitalmente, para lograr un sonido más crudo. Este proceso se utilizó por completo en su álbum debut, Everything Is Alive, Everything Is Breathing, Nothing Is Dead, and Nothing Is Bleeding de 2004. Al menos una canción de Long Live fue grabada de esta manera.

## Lanzamiento y promoción
Poco después del lanzamiento de su álbum anterior, Wars and Rumors of Wars, la banda realizó un concurso para su promoción a través de su blog de Myspace. Los lectores recibieron instrucciones de obtener una de las firmas de cada uno de los miembros de la banda mediante la compra de copias de Wars, ya que los estuches de CD de Wars fueron sellados a mano y cada uno fue firmado por un miembro diferente. Las primeras cinco personas en hacerlo tendrían una canción que llevaría su nombre en el próximo álbum de la banda. Las pistas de «nombre», tal como aparecen en Long Live, están en el orden de los ganadores, del primero al último.
Long Live fue el primer álbum de The Chariot lanzado a través del sello recién formado Good Fight Music después de sacar sus tres álbumes de estudio anteriores a través de Solid State Records. Fundada a principios de 2010, Good Fight fue creada por Paul Conroy y Carl Severson, quienes anteriormente estaban en Ferret Music. El vocalista Josh Scogin describió el trabajo con una nueva discográfica como «emocionante» y «fresco», y también declaró: «Hasta ahora, la relación ha sido bastante agradable. Parece que estamos muy en la misma página, y estoy entusiasmado con lo que se sacude.» Long Live fue el noveno álbum lanzado por Good Fight Music.
El 19 de octubre de 2010 se lanzó el video musical de la canción «David De La Hoz». El video fue filmado en vivo en una sola toma, y también presenta a los invitados, Timbre tocando el arpa y Dan Smith de Listener interpretando poesía o Talk Music como Smith se refiere a ella.
A principios de 2011, The Chariot lanzó un sencillo de vinilo de 7" limitado a 1,000 copias titulado Music of a Grateful Heart. El lado A, presentó la canción «Music of a Grateful Heart», que era una canción inédita de las sesiones de Long Live, y  «Graciously», que es una versión alternativa y extendida de «The Audience». El lado B, presenta un grabado láser del logotipo del cráneo de The Chariot como se ve en la mercancía de la banda y en el fondo de la carátula del álbum para Long Live. Cada una de las diferente impresiones se distribuyo a través de diferentes medios: desde presentaciones en vivo, a través de la tienda web oficial de la banda, locales minoristas independientes y Hot Topic.

## Lista de canciones
Todas las letras escritas por Josh Scogin, toda la música compuesta por The Chariot. 
| N.º   | Título                                        | Duración |  |
| 1.    | «Evan Perks»                                  | 1:36     |  |
| 2.    | «The Audience»                                | 2:15     |  |
| 3.    | «Calvin Makenzie»                             | 2:14     |  |
| 4.    | «The City»                                    | 3:57     |  |
| 5.    | «Andy Sundwall»                               | 2:53     |  |
| 6.    | «The Earth»                                   | 2:46     |  |
| 7.    | «David De La Hoz» (con Dan Smith de Listener) | 4:15     |  |
| 8.    | «The Heavens»                                 | 2:12     |  |
| 9.    | «Robert Rios»                                 | 2:31     |  |
| 10.   | «The King»                                    | 5:50     |  |
| 30:29 |                                               |          |  |

## Personal
The Chariot
- Josh Scogin: voz
- Stephen Harrison: guitarra, voz
- Jon Terrey: guitarra, voz
- Jon «KC Wolf» Kindler: bajo, voz
- David Kennedy: batería

Producción
- Producido, diseñado y mezclado por Matt Goldman
- Voces adicionales por Paul Wood, Justin Dacus, Josh Fletcher, Amber Leone, Anna Sarkisian, Rebekah Joiner, Logan Shawver, Taylor Harlow, Jeffrey Hardy, Emily Stover, Whitney Jetton & Eryn Erickson (4)
- Varios instrumentos, teclado y percusión por Matt Goldman
- Arpa por Timbre Cierpke (7)
- Sección de cuerno por Dan Smith (10)
- Diseño por Sons of Nero
- Foto por Brian Hall